# Parascyphus
Parascyphus är ett släkte av nässeldjur. Parascyphus ingår i familjen Thyroscyphidae.
Kladogram enligt Catalogue of Life:
| Parascyphus | \| \| Parascyphus repens \| \| \| \| \| \| Parascyphus simplex \| \| \| \| |
|             | \| \| Parascyphus repens \| \| \| \| \| \| Parascyphus simplex \| \| \| \| |
|             | Cnidoscyphus                                                               |
|             |                                                                            |
|             | Symmetroscyphus                                                            |
|             |                                                                            |
|             | Thyroscyphoides                                                            |
|             |                                                                            |
|             | Thyroscyphus                                                               |
|             |                                                                            |
|             | Uniscyphus                                                                 |
|             |                                                                            |
|             | Parascyphus repens                                                         |
|             |                                                                            |
|             | Parascyphus simplex                                                        |
|             |                                                                            |

|  | Parascyphus repens  |
|  |                     |
|  | Parascyphus simplex |
|  |                     |